# Presušnik
Presušnik je gorski potok, ki izvira na južnih pobočjih gore Dovška baba (1891 m) v Karavankah. Na zahodnem obronku Belega polja pri Jesenicah se kot levi pritok izliva v Savo Dolinko.